# 田尻村 (新潟県)
田尻村（たじりむら）は、かつて新潟県刈羽郡にあった村。

## 沿革
- 1889年（明治22年）4月1日 - 町村制施行に伴い刈羽郡上田尻村、下田尻村、両田尻村、茨目村が合併し、田尻村が発足。
- 1901年（明治34年）11月1日 - 刈羽郡平井村、安田村、鏡里村（一部）と合併して、田尻村を新設。
- 1955年（昭和30年）2月1日 - 柏崎市に編入され消滅。